# Baki Mercimek
Baki Mercimek (* 17. September 1982 in Amsterdam) ist ein ehemaliger türkisch-niederländischer vornehmlich linker Abwehrspieler des Istanbuler Fußballvereins Gaziosmanpaşaspor.

## Erfolge
Türkischer Pokal (Türkiye Kupası):
- 2006, 2007

Türkischer Super Cup (Türkiye Süper Kupası):
- 2006